# Lokrum
Lokrum (latinul Lacroma, a. m. ’keserű gyümölcs’) Horvátországhoz tartozó sziget az Adriai-tengerben, Dubrovniktól délre, a parttól 600 m-re. Területe 0,72 km², állandó lakossága nincs. 
A kis mészkősziget legmagasabb pontja a Glavica (96 m). A dubrovnikiak kedvelt kirándulóhelye, parkosított sétányai, arborétuma és kolostorromja is vonzó látványosságnak számítanak. Partvonalát festői sziklaívek és barlangok tagolják, délnyugati részén pedig több, strandolásra is alkalmas partszakasz található, s ugyanitt van a tengerrel összeköttetésben álló kis tó, a Holt-tenger (Mrtvo more) is. Nyaranta rendszeres vízitaxi-járatok kötik össze a dubrovniki régi kikötőt a szigettel, ahova külön belépődíjat is kell fizetni. 

## Története
A legenda szerint a keresztes háborúból hazatérő, s a viharos tengerből Lokrumnál megmenekülő Oroszlánszívű Richárd alapította a sziget kolostorát 1192-ben, a valóságban azonban a bencések már sokkal korábban kiszemelték céljaikra az addig lakatlan szigetet. 1023-ban építették fel monostorukat, a Szent Benedek-apátságot, amely hosszú évszázadokon át az egyetlen emberi hajlék volt a szigeten. Lokrum a 18. század végén a napóleoni Franciaország ellenőrzése alá került. A franciák 1798-ban felszámolták a kolostort, s 1806-ban felépítették a sziget csillag alaprajzú erődítményét, a ma már részben romos Fort Royalt. 1859-ben Habsburg Miksa osztrák főherceg, a későbbi mexikói császár vásárolta meg a szigetet, s egy nyári lakot építtetett a kolostor köveinek felhasználásával. Ugyancsak ő vetette meg a mai arborétum alapjait egzotikus fák és növények betelepítésével. Később Ferenc József fia, Rudolf koronaherceg kezelte tüdőbaját a szigeten több ízben is. Lokrum szigetét 1964-ben természetvédelmi területté nyilvánították.
Egy másik hiedelemmonda is fűződik a sziget történetéhez, nevezetesen a lacromai szerzetesek átkának mindmáig élő legendája. Eszerint a szigeten élő és arra alapvető jogot formáló bencések még a 12. században átkot mondtak mindazokra, akik birtokukba vennék Lokrumot. A 19. században egymást váltó tulajdonosok tragikus sorsát ezzel az átokkal magyarázza a közhit, s a babonásabb dubrovnikiak körében ma is istenkísértésnek számít akárcsak egyetlen éjszakát is eltölteni a szigeten.